# Ponovno slavna
Ponovno slavna (eng. The Comeback) američka je humoristična televizijska serija koju su osmislili Lisa Kudrow i Michael Patrick King. Kudrow u seriji glumi Valerie Cherish, nekoć popularnu televizijsku glumicu koja nastoji ponovno oživjeti svoju glumačku karijeru.
Prva sezona serije prikazivala se od 5. lipnja do 4. rujna 2005. na HBO-u. Druga sezona serije izašla je 2014. godine. HBO je u lipnju 2025. najavio treću i posljednju sezonu serije, koja je zakazana za 2026. godinu. Serija je u Hrvatskoj dostupna na platformi HBO Max, a prikazivala se i na Drugom programu HRT-a.

## Radnja

### Prva sezona
Valerie Cherish od 1989. do 1993. glumila je u popularnom sitcomu I'm it!, no od tada ne ostvaruje uspješne glumačke uloge. Sada dobiva novu priliku za slavu ulogom tete Sassy u sitcomu Stan i dosada (eng. Room and Bored), a zajedno sa sitcomom snima i reality show Ponovno slavna (eng. The Comeback) koji prikazuje njen osobni život i zaviruje iza kulisa snimanja serije Stan i dosada. Usprkos naporima da njezin povratak na glumačku scenu bude uspješan, Valerie uvijek nailazi na prepreke na putu do ponovne slave. Najveći joj izazov joj predstavljaju nesporazumi i neslaganja sa scenaristom serije Pauliejem G.-jem te pokušaji da pred kamerama zasja pored mladih i atraktivnih glumaca iz serije. 

### Druga sezona
Devet godina kasnije, Valerie dobiva ulogu u dramskoj seriji Seeing Red koja prikazuje njezin konflikt sa scenaristom Pauliejem G.-jem tijekom snimanja serije Stan i dosada. 

## Glumačka postava

### Glavne uloge
- Lisa Kudrow kao Valerie Cherish
- Damian Young kao Mark Berman, Valeriein suprug
- Robert Michael Morris kao Mickey, Valerien stilist i najbliži prijatelj
- Laura Silverman kao Jane, producentica emisije Ponovno slavna
- Malin Akerman kao Juna Millken, mlada i atraktivna glumica s kojom Valerie glumi u seriji Stan i dosada. Juna je u razdoblju između prve i druge sezone ostvarila svjetsku slavu u glumačkom svijetu.
- Lance Barber kao Paulie G., jedan od scenarista serije Stan i dosada Paulie često ismijava Valerie i ignorira njene želje, a posebno se na nju naljuti kad ona od njega zatraži da promijeni jednu od šala tete Sassy u scenariju.
- Robert Bagnell kao Tom Peterman, drugi scenarist serije Stan i dosada

### Sporedne uloge
- Dan Bucatinsky kao Billy Stanton, Valeriein publicist
- James Burrows glumi sebe u ulozi redatelja nekih epizoda serije Stan i dosada
- Bayne Gibby as Gigi Alexander, jedna od scenaristica serije Stan i dosada
- Lillian Hurst as Esperanza, Valerieina kućna pomoćnica
- Kellan Lutz kao Chris MacNess, jedan od mladih i atraktivnih glumaca u seriji Stan i dosada
- Vanessa Marano (1. sezona) kao Francesca Berman, Markova kći
- Seth Rogen (2. sezona) glumi sebe u ulozi Mitcha u seriji Seeing Red[5]

### Gostujuće uloge
Neki od gostiju serije, koji su glumili sebe, bili su Andy Cohen, Chelsea Handler, Conan O'Brien, Jane Kaczmarek, Jay Leno, Lisa Vanderpump i RuPaul.

## Epizode
| Sezona | Sezona | Epizode | Prvo prikazivanje  | Prvo prikazivanje  |
| Sezona | Sezona | Epizode | Premijera          | Finale             |
| ------ | ------ | ------- | ------------------ | ------------------ |
|        | 1.     | 13      | 5. lipnja 2005.    | 4. rujna 2005.     |
|        | 2.     | 8       | 9. studenoga 2014. | 28. prosinca 2014. |

### Prva sezona (2005.)
| 1. | 1.  | "The Comeback"                         | Michael Patrick King | Michael Patrick King i Lisa Kudrow  | 5. lipnja 2005.    |
| Valerie Cherish započinje novu fazu televizijske karijere pristavši da je kamere prate u stopu za potrebe reality emisije Ponovno slavna, što joj je uvjet za dobivanje uloge u pilot-epizodi nove humoristične serije Stan i dosada. |     |                                        |                      |                                     |                    |
| 2. | 2.  | "Valerie Triumphs at the Upfronts"     | Michael Patrick King | Michael Patrick King i Lisa Kudrow  | 12. lipnja 2005.   |
| 3. | 3.  | "Valerie Bonds with the Cast"          | Michael Lehmann      | Michael Patrick King                | 19. lipnja 2005.   |
| 4. | 4.  | "Valerie Stands Up for Aunt Sassy"     | Michael Lehmann      | John Riggi                          | 26. lipnja 2005.   |
| 5. | 5.  | "Valerie Demands Dignity"              | Greg Mottola         | Linda Wallem                        | 10. srpnja 2005.   |
| 6. | 6.  | "Valerie Saves the Show"               | Greg Mottola         | Michael Schur                       | 17. srpnja 2005.   |
| 7. | 7.  | "Valerie Gets a Special Episode"       | Michael Lehmann      | John Riggi                          | 24. srpnja 2005.   |
| 8. | 8.  | "Valerie Relaxes in Palm Springs"      | Michael Lehmann      | Linda Wallem i Michael Patrick King | 31. srpnja 2005.   |
| 9. | 9.  | "Valerie Hangs With the Cool Kids"     | J. Clark Mathis      | Michael Schur                       | 7. kolovoza 2005.  |
| 10. | 10. | "Valerie Gets a Magazine Cover"        | David Steinberg      | Amy B. Harris                       | 14. kolovoza 2005. |
| 11. | 11. | "Valerie Stands Out on the Red Carpet" | Michael Patrick King | Michael Patrick King                | 21. kolovoza 2005. |
| 12. | 12. | "Valerie Shines Under Stress"          | David Steinberg      | Heather Morgan                      | 28. kolovoza 2005. |
| 13. | 13. | "Valerie Does Another Classic Leno"    | Michael Patrick King | Michael Patrick King                | 4. rujna 2005.     |

### Druga sezona (2014.)
| 14. | 1. | "Valerie Makes a Pilot"               | Michael Patrick King | Michael Patrick King i Lisa Kudrow | 9. studenoga 2014.  |
| Devet godina kasnije, Valerie angažira ekipu studenata da snime pilot epizodu reality emisije koju namjerava predstaviti Andyju Cohenu. U isto vrijeme saznaje da je Paulie G. osmislio HBO-ovu seriju temeljenu na vlastitom životu, u kojoj će se pojaviti izmišljena verzija nje same prikazana u vrlo negativnom svjetlu. Nakon što bezuspješno pokuša zaustaviti projekt pravnim putem, odlučuje se prijaviti na audiciju za tu ulogu – i na iznenađenje svih, dobiva je. |    |                                       |                      |                                    |                     |
| 15. | 2. | "Valerie Tries to Get Yesterday Back" | Michael Patrick King | Michael Patrick King i Lisa Kudrow | 16. studenoga 2014. |
| 16. | 3. | "Valerie Is Brought to Her Knees"     | John Riggi           | Amy B. Harris                      | 23. studenoga 2014. |
| 17. | 4. | "Valerie Saves the Show"              | John Riggi           | Amy B. Harris i John Riggi         | 30. studenoga 2014. |
| 18. | 5. | "Valerie Is Taken Seriously"          | John Riggi           | John Riggi                         | 7. prosinca 2014.   |
| 19. | 6. | "Valerie Cooks in the Desert"         | Clark Mathis         | Michael Patrick King i Lisa Kudrow | 14. prosinca 2014.  |
| 20. | 7. | "Valerie Faces the Critics"           | Michael Patrick King | Michael Patrick King i Lisa Kudrow | 21. prosinca 2014.  |
| 21. | 8. | "Valerie Gets What She Really Wants"  | Michael Patrick King | Michael Patrick King i Lisa Kudrow | 28. prosinca 2014.  |

## Vanjske poveznice
- Ponovno slavna u internetskoj bazi filmova IMDb-a